# آدم ديفيز (لاعب كرة قدم)
آدم ديفيز (بالإنجليزية: Adam Davies) (و. 1992  م) هو لاعب كرة قدم، من المملكة المتحدة، ولد في رينتلن، يلعب كحارس مرمى.

## روابط خارجية
- آدم ديفيز على موقع الاتحاد الدولي (مؤرشف)  (الإنجليزية)
- آدم ديفيز على موقع الاتحاد الأوربي (الإنجليزية)
- آدم ديفيز على موقع قاعدة بيانات كرة القدم.إي يو (الإنجليزية)
- آدم ديفيز على موقع ناشيونال فوتبول تيمز (الإنجليزية)
- آدم ديفيز على موقع Soccerbase.com (لاعب) (الإنجليزية)
- آدم ديفيز على موقع Soccerway.com (الإنجليزية)
- آدم ديفيز على موقع عالم كرة القدم.نت (الإنجليزية)